# Otto Michaelis jr.
Otto Michaelis jr. (* 20. Jahrhundert in Magdeburg; † im 20. oder 21. Jahrhundert) war ein deutscher Radrennfahrer und nationaler Meister im Radsport.

## Sportliche Laufbahn
Michaelis war im Straßenradsport und im Bahnradsport aktiv. Er kam durch seinen gleichnamigen Vater Otto zum Radsport. Dieser trainierte ihn auch. Michaelis war Mitglied im Deutschen Radfahrer Bund. Dort gewann er 1927 die nationale Meisterschaft über 10 Kilometer auf der Bahn. 1932 war er Vize-Meister geworden. Wie sein Vater einige Jahre zuvor war er im Eintagesrennen Magdeburg–Quedlinburg–Magdeburg erfolgreich. 1930 oder 1931 gewann er den Titel der Deutschen Radfahrer-Union (DRU) im Straßenrennen. Michaelis startete für den Verein RC Krampe Magdeburg, später wechselte er zum RC Brennabor Magdeburg.

## Berufliches
Er betrieb mit seinem Vater ein Fahrradgeschäft mit Werkstatt in Magdeburg.

## Familiäres
Sein Vater Otto Michaelis sr. (1886–1965) war ebenfalls Radrennfahrer und errang mehr als 500 Siege. Besonders im Sprint war er gegen Größen seiner Zeit wie Walter Rütt und Eugen Stabe aktiv.